# (11679) Brucebaker
(11679) Brucebaker (1998 DE11) – planetoida z grupy pasa głównego asteroid okrążająca Słońce w ciągu 3,16 lat w średniej odległości 2,15 j.a. Odkryta 25 lutego 1998 roku.